# 較場口駅
較場口駅（かくじょうこう-えき）は、中華人民共和国重慶市渝中区に位置する重慶軌道交通1号線、2号線の駅である。駅番号は1号線が103、2号線が201。

## 歴史
- 2005年6月18日 - 2号線の駅が開業[1]。
- 2011年7月28日 - 1号線の駅が開業[2]。

## 駅構造
地下1階に改札口、地下2階にホームがある。ホームの形状は島式1面2線（1号線）と相対式2面2線（2号線）で、ホームドアは設置されている。

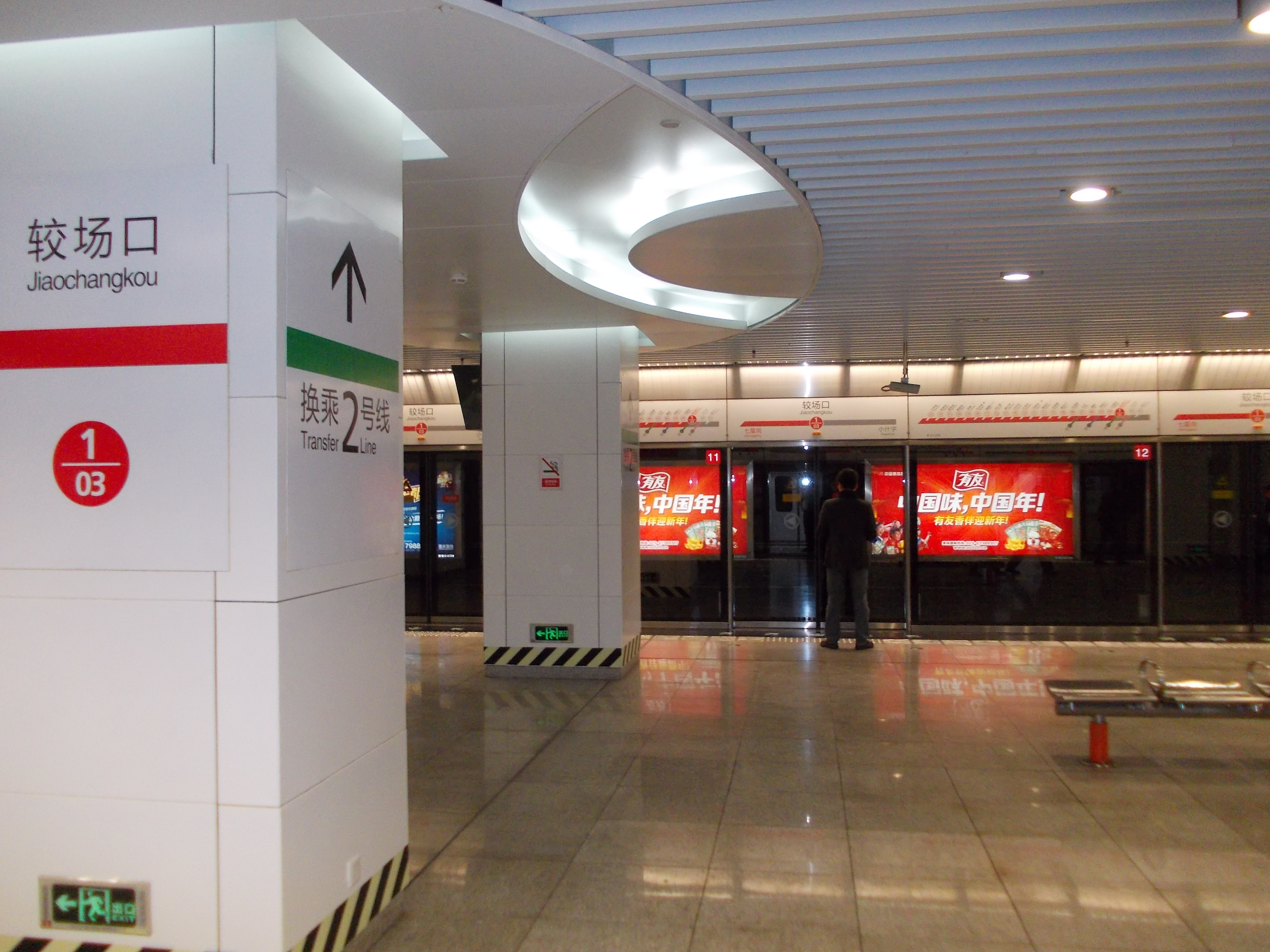
1号線ホーム
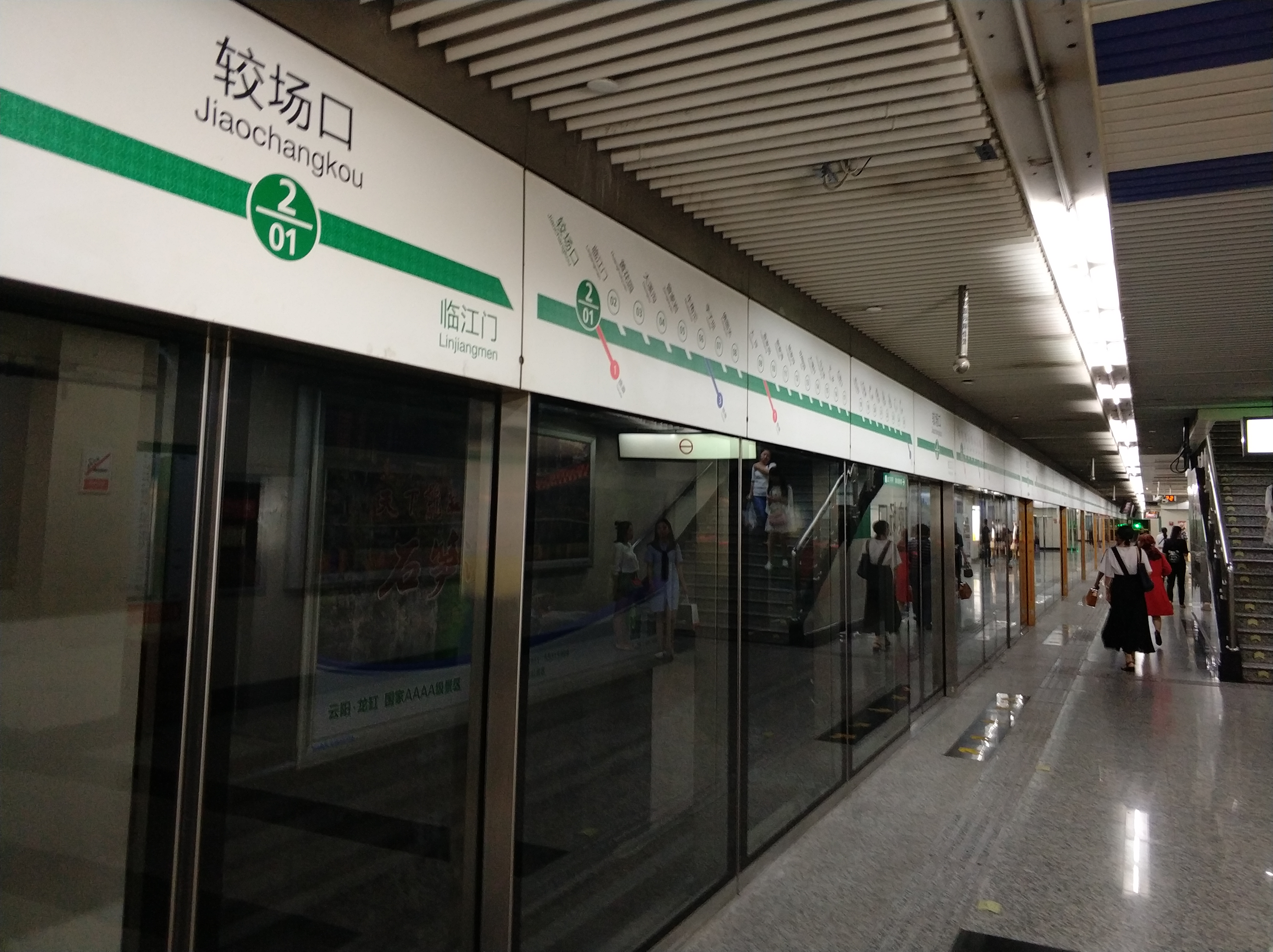
2号線ホーム

| 1号線ホーム (B2F) |
| ←1号線 朝天門方面 |
| 島式ホーム        |
| 1号線 璧山方面→   |

| 2号線ホーム (B2F) | 相対式ホーム      |
| 2号線ホーム (B2F) | ←2号線 当駅止まり |
| 2号線ホーム (B2F) | 2号線 魚洞方面→   |
| 2号線ホーム (B2F) | 相対式ホーム      |

- 1号線ホーム
- 2号線ホーム

### 出入口

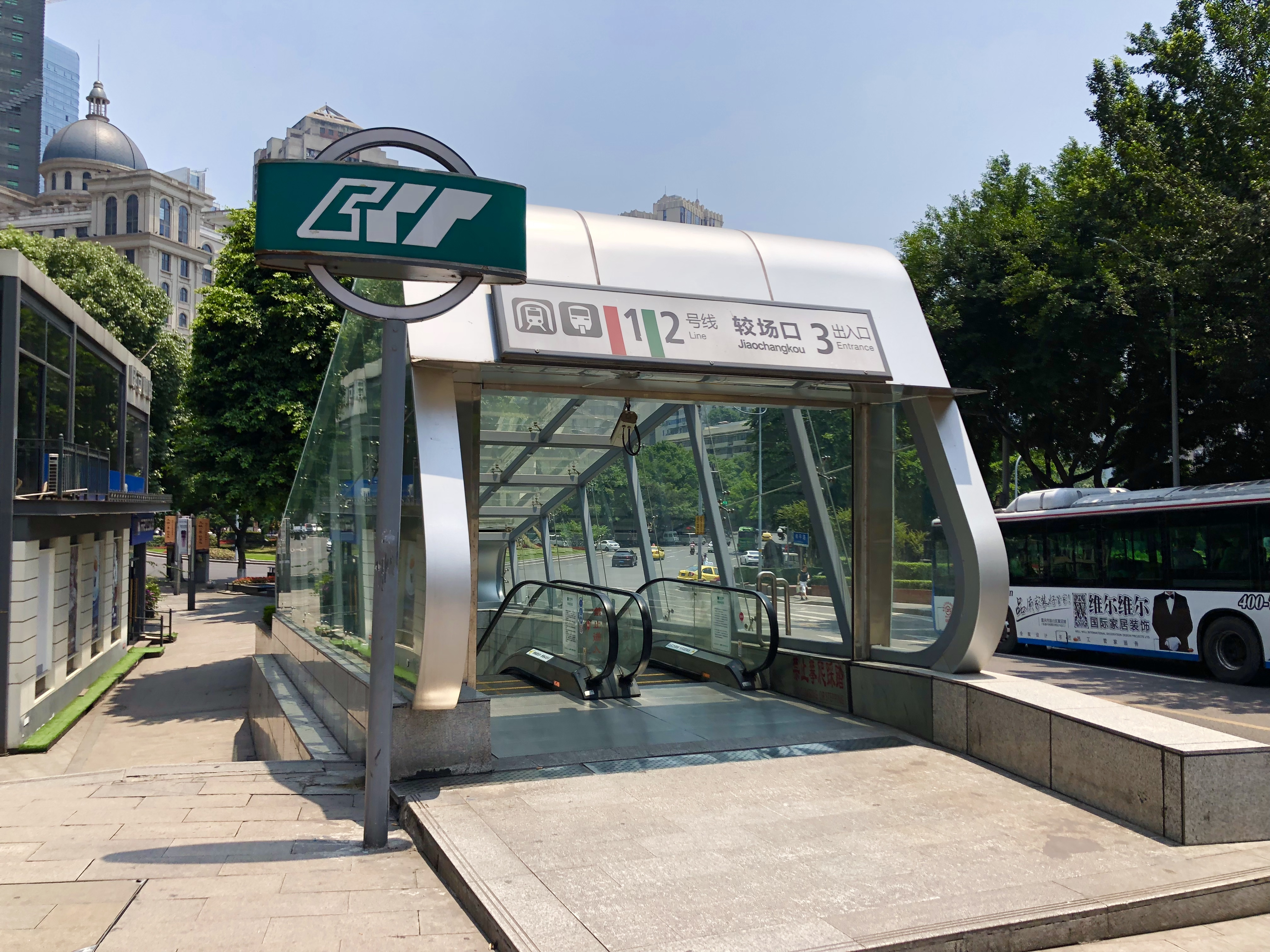
3番出入口
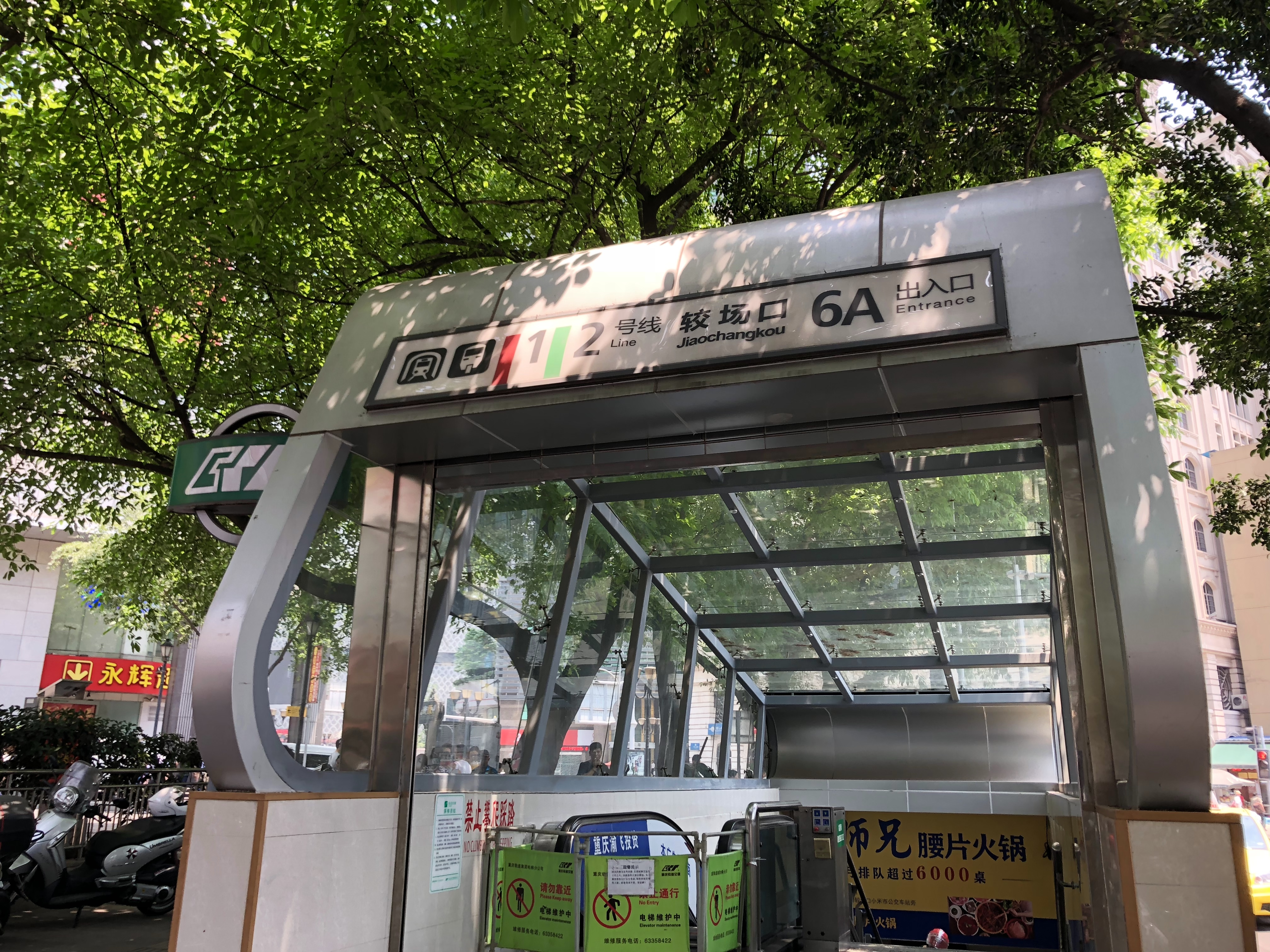
6A番出入口
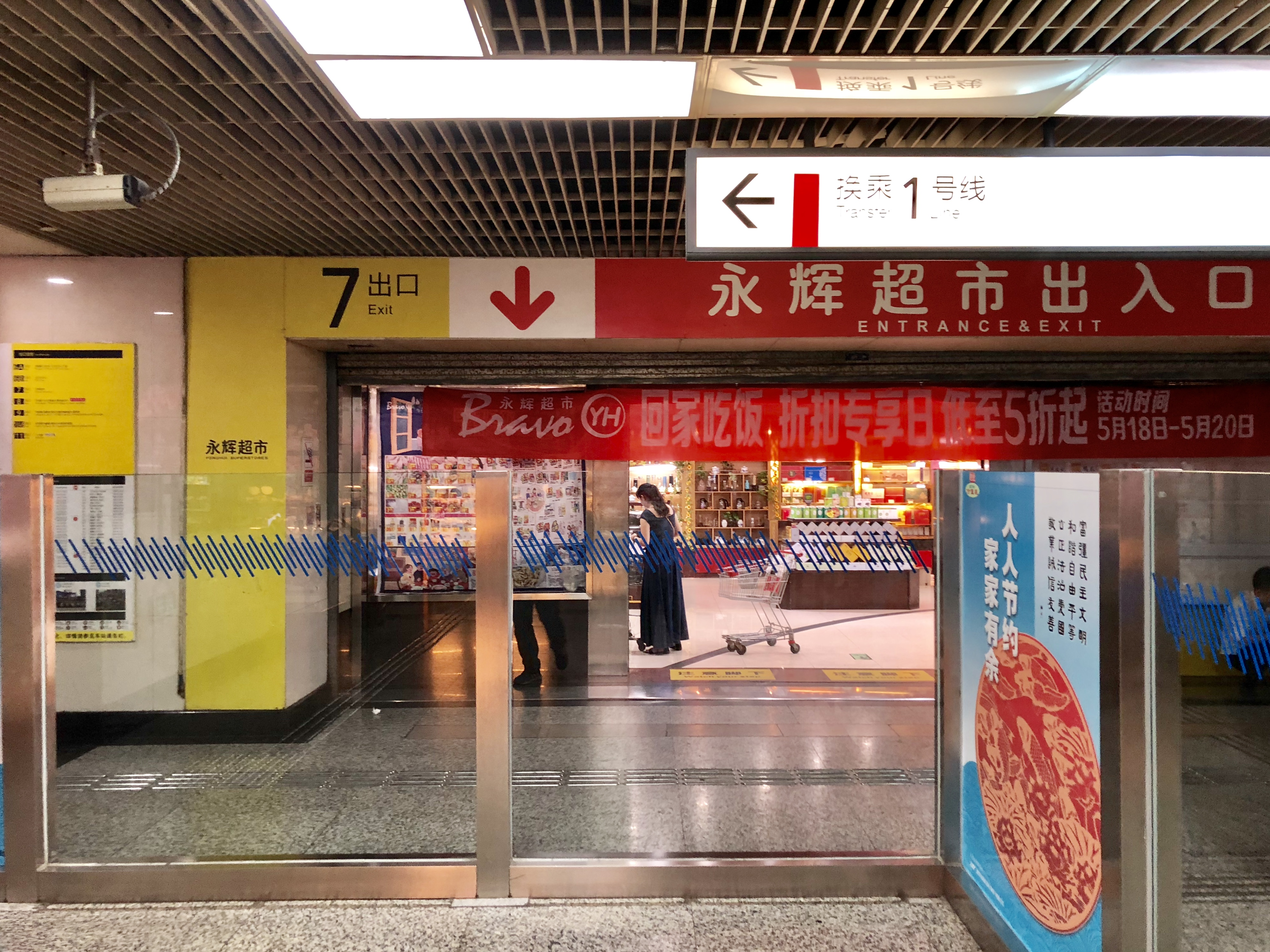
7番出入口
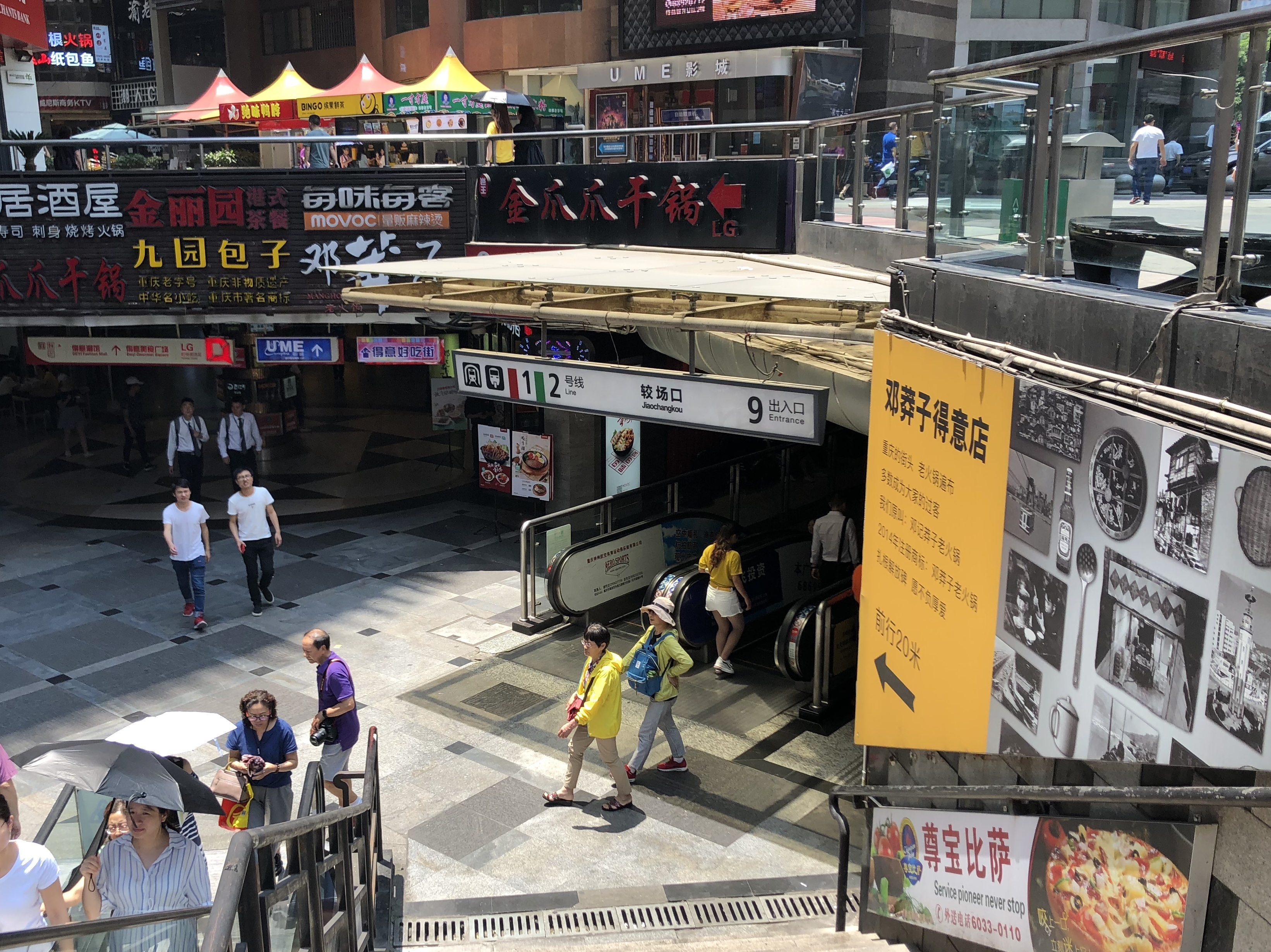
9番出入口
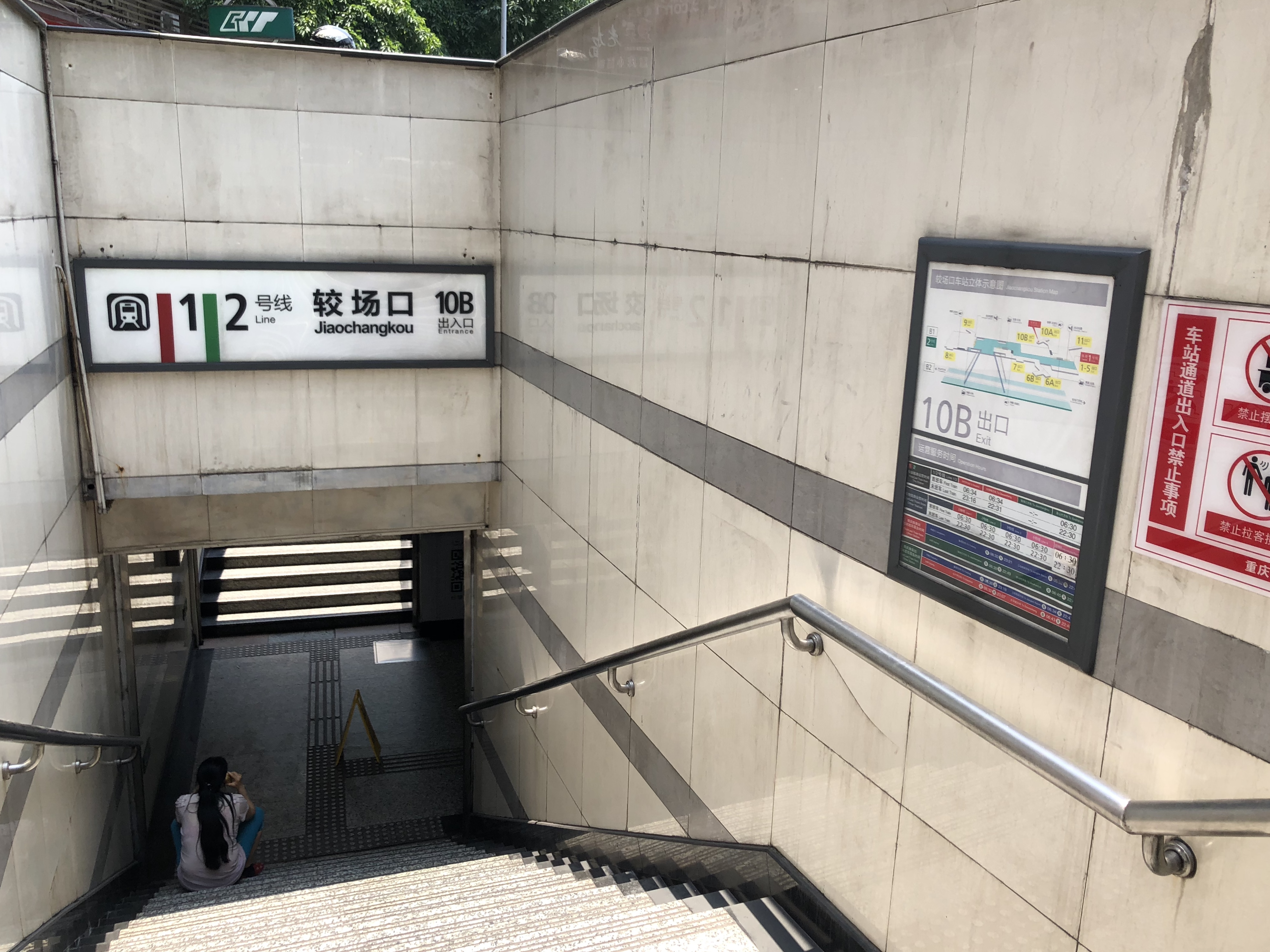
10B番出入口

| 出入口番号 | 接続場所           | バリアフリー | 近くの施設     |
| ---------- | ------------------ | ------------ | -------------- |
| 1          | 1号線地上改札口    |              | 日月光中心広場 |
| 2          | 1号線地下1階改札口 |              | 日月光中心広場 |
| 3          | 1号線地下1階改札口 |              |                |
| 4          | 1号線地下3階改札口 |              |                |
| 5          | 1号線地下3階改札口 |              |                |
| 6A         | 2号線改札口        |              |                |
| 6B         | 2号線改札口        |              | 日月光中心広場 |
| 7          | 2号線改札口        |              |                |
| 8          | 2号線改札口        |              |                |
| 9          | 2号線改札口        |              |                |
| 10A        | 2号線改札口        |              |                |
| 10B        | 2号線改札口        |              |                |
| 11         | 2号線改札口        |              |                |

- 3番出入口
- 6A番出入口
- 7番出入口
- 9番出入口
- 10B番出入口

## 駅周辺
- 在重慶日本国総領事館
- 解放碑中央商務区（中国語版）（解放碑CBD）
- 解放碑（中国語版）
- 日月光中心広場（中国語版）
- 聚隣万豪国際大厦
- 得意世界
- 重慶日報報業集団
- 銀泰百貨
- 合景·聚融広場
- 八一路好吃街
- 市歌刷院
- 重慶大轟炸遺址（中国語版）

## 隣の駅
重慶軌道交通
■1号線
小什字駅 (102) - 較場口駅 (103) - 七星崗駅 (104)
■2号線
較場口駅 (201) - 臨江門駅 (202)